# زلزال سان فرانسيسكو 1906

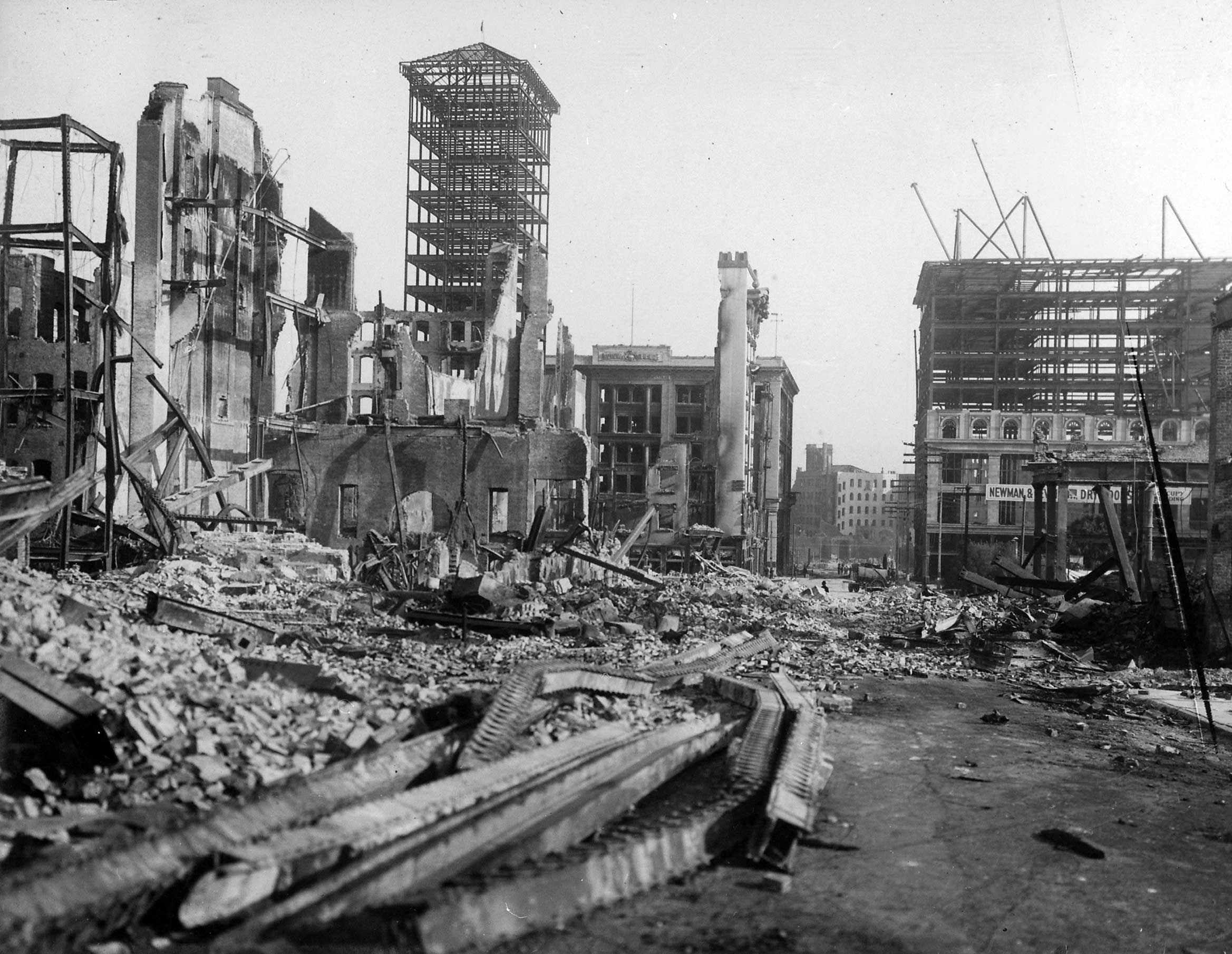
منظر لشارع ستوكتون من يونيون سكوير بعد زلزال سان فرانسيسكو.

زلزال سان فرانسيسكو 1906 كان أحد الزلازل الكبرى التي ضربت مدينة سان فرانسيسكو وساحل شمال كاليفورنيا في الساعة 5:12 من صباح يوم الأربعاء 18 أبريل، 1906. قدرت شدة الزلزال بمقدار 7.9 درجة على مقياس درجة العزم، إلا أن بعض المصادر الأخرى تشير إلى أنه قد يصل إلى 8.25 درجة.
اعتبر الزلزال والحرائق التي نتجت عنه أحد أكبر الكوارث الطبيعية في تاريخ الولايات المتحدة بالترافق مع إعصار غالفيستون عام 1900، وإعصار كاترينا عام 2005.
قدر عدد الضحايا الناتجة عن الزلزال والحرائق بما يقارب 3000 ضحية، وهي أكبر خسائر في الأرواح في أي كارثة طبيعية في تاريخ كاليفورنيا.